# Graafschap van de Vroenhof

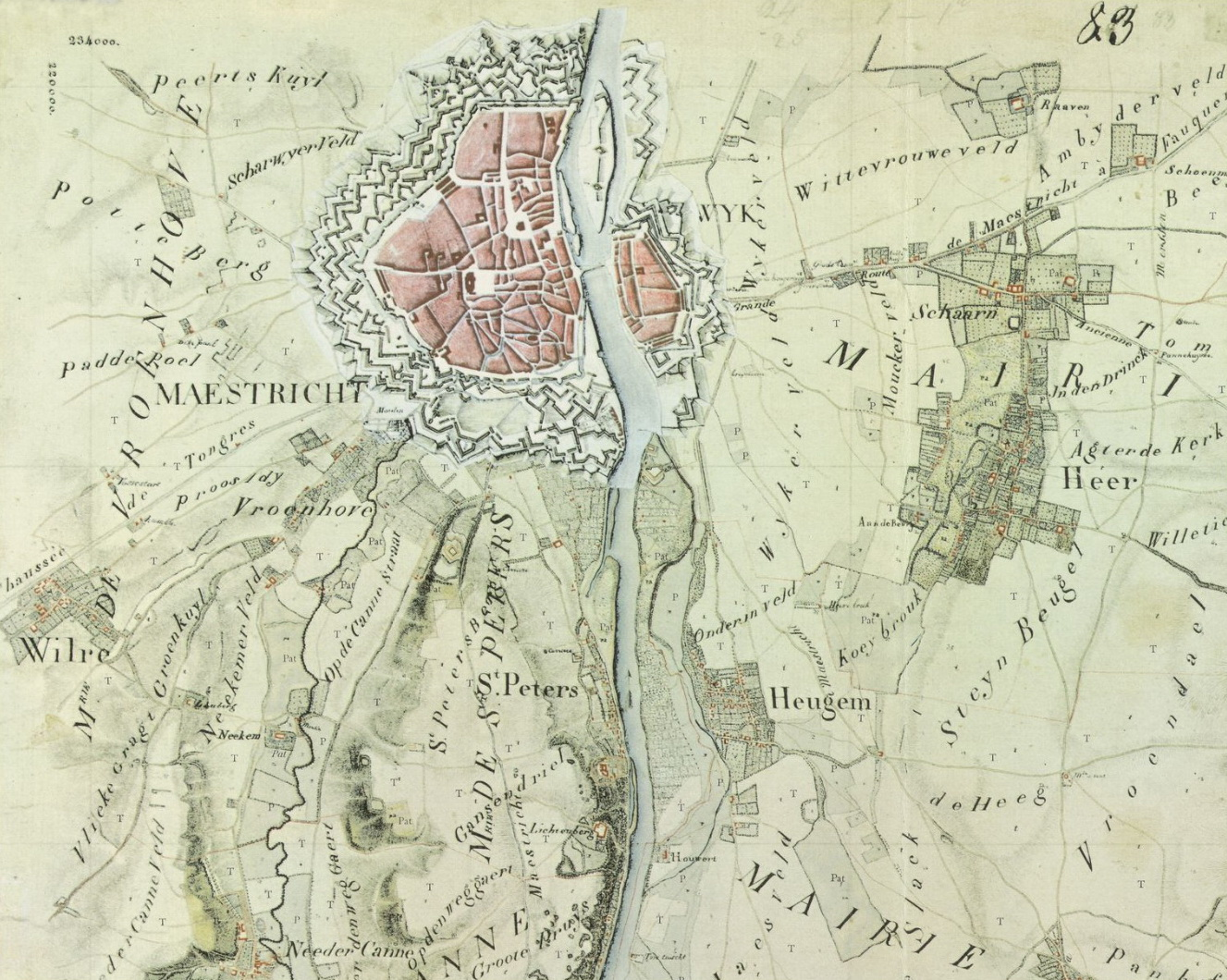
Detail van de Franse Tranchotkaart (ca. 1810) met links van de Maas de mairie de Vroenhove, die terugging op het graafschap van de Vroenhof

De Vroenhof, sinds de 16e eeuw aangeduid als het graafschap van de Vroenhof, was tijdens het ancien régime een staatkundige instelling die als overblijfsel van een vroegmiddeleeuwse, koninklijke laathof bepaalde heerlijke, juridische en fiscale rechten uitoefende in de stad Maastricht en omgeving. De Vroenhof vormde vanaf de 13e eeuw de kern van de Brabantse macht in Maastricht. Het administratief centrum was gevestigd in de Hof van Lenculen.

## Geschiedenis
De oudste vermelding van de Maastrichtse Vroenhof als koninklijk domein dateert uit 1131. Het goed is waarschijnlijk ontstaan als centrale hof van een vroegmiddeleeuwse koninklijke fiscus (grondbezit), wellicht behorend bij een koninklijke palts. De locatie van de palts en/of de oorspronkelijke koningshof is niet bekend. Volgens enkele auteurs was deze gevestigd in het door de Merovingische koningen overgenomen castellum van Maastricht. Tegenwoordig denkt men eerder aan een locatie in de buurt van de Sint-Servaasabdij, wellicht binnen een Karolingische of Ottoonse versterking. De meest genoemde locatie is de zuidoosthoek van het Vrijthof, waar in 1825 zware fundamenten en restanten van een met palen beschoeide gracht werden gevonden, toen daar het 11e of 12e-eeuwse Sint-Servaasgasthuis werd gesloopt. Daarnaast zijn de Proosdij van Sint-Servaas en de huidige Sint-Janskerk genoemd als mogelijke locaties. Die laatste ligt tegenover het Bergportaal van de Sint-Servaaskerk, wellicht ooit een koninklijk portaal. Nog in de 16e eeuw herinnerde men zich de oude naam van de verbindingsweg tussen het Vrijthof en de nog in gebruik zijnde Romeinse brug als Via Regia (de 'koninklijke weg'; tegenwoordig de Bredestraat). De Maastrichtse humanist Matthaeus Herbenus vermeldde rond 1520 het bestaan van een Porta Regia, maar kon niet precies zeggen waar deze gelegen had.
Later ontwikkelde dit koninklijk bezit zich tot een vroonhof, een laathof met landerijen in de verre omgeving, met als centrum de Hof van Lenculen. Over de locatie van deze laathof bestaat geen overeenstemming, maar moet met grote waarschijnlijk in de omgeving van de Lenculenstraat gezocht worden. Sommige auteurs volgen de 18e-eeuwse jurist en amateurhistoricus Lambert de Lenarts en kiezen voor de locatie van het Bonnefantenklooster aan de Kakeberg. Anderen situeren de hof verder naar het westen, op de plek van het Canisianum (tegenwoordig UM) aan de Tongersestraat. Deze straat werd vroeger aangeduid als Hoege Lenculen. Beide genoemde locaties lagen buiten de eerste middeleeuwse stadsomwalling. Door de bouw van de tweede Maastrichtse stadsmuur (midden 14e eeuw) kwam de Lenculenhof binnen het stadsgebied te liggen, maar behield steeds een status aparte binnen het tweeherige Maastricht. De tussen de Lenculenpoort en Tongersepoort gelegen hof omvatte een zaal voor rechtszittingen, een torenkamer (als gevangenis?) en een stal voor in beslag genomen vee.
In 1202 schonk keizer Otto IV zijn bezittingen te Maastricht, waaronder de proosdij van Sint-Servaas en de Vroenhof, alsmede de zogenaamde Redemptiedorpen, aan hertog Hendrik I van Brabant. Uit het feit dat de Redemptiedorpen deel uitmaakten van de schenking, kan worden opgemaakt dat deze behoorden tot de oorspronkelijke Vroenhof. Deze schenking werd in 1204 door de Staufische tegenkoning Filips van Zwaben bevestigd. Het verzet hiertegen door de Luikse prins-bisschop Hugo II van Pierrepont was aanleiding voor het Loons-Luikse beleg van Maastricht in 1204 en speelde tevens een rol in de daarop volgende Luiks-Brabantse oorlogen van de 13e en 14e eeuw.

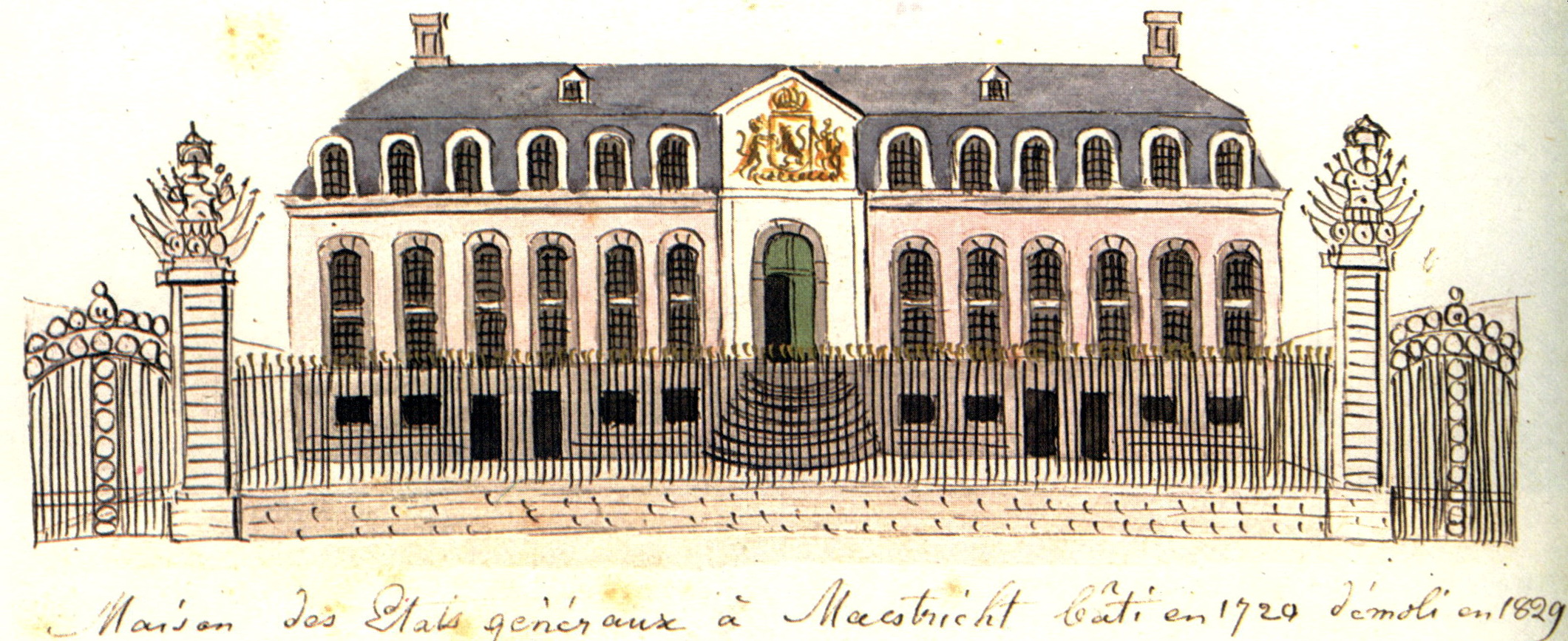
Statenhuis, getekend door Philippe van Gulpen, mogelijk naar een ouder voorbeeld

In 1579 werd de Hof van Lenculen bij het beleg van Maastricht door Parma verwoest. De bestuurlijke administratie van de Vroenhof verhuisde daarna naar het munthuis (de 'Brabantse munt') op de hoek van het Vrijthof en de Statenstraat. Hier vergaderde voortaan de Vroenhofse schepenbank. Na de verovering van Maastricht door Frederik-Hendrik gingen de rechten op de Vroenhof over van de koningen van Spanje op de Staten-Generaal van de Republiek der Zeven Verenigde Nederlanden. Het Brabants munthuis werd opgeheven en het gebouw werd vanaf dat moment aangeduid als Statenhuis. De Vroenhofse schepenbank verhuisde in 1664 naar het nieuwe stadhuis van Maastricht. De rechtbank van de Vroenhof bleef gevestigd in het Statenhuis. Voor het gebouw vonden in de 18e eeuw terechtstellingen plaats.
Naast het Statenhuis beschikte de Vroenhof in de 17e eeuw ook over een pand in de Kapoenstraat, de zogenaamde Poort van Gaveren, oorspronkelijk het refugiehuis van de familie Van Gaveren, heren van Elsloo. Hier was vanaf 1635 de gereformeerde Latijnse school gevestigd en vergaderden vanaf 1639 de twee hooggerechten van de stad in gevallen die zowel het Luikse als het Brabantse hooggerecht aangingen (in alle andere gevallen vonden de zittingen plaats in het Dinghuis). Al in 1644 werd het gebouw verkocht en verhuisden de er in ondergebrachte diensten, in afwachting van het gereedkomen van het nieuwe stadhuis, naar de Poort van Rekem in de Bredestraat. Niet duidelijk is of ook delen van de Vroenhof-administratie in laatstgenoemd pand gehuisvest waren.
Bij de komst van de Fransen in 1794 werd het graafschap opgeheven en werd het gebied (de mairie de Vroenhove) onderdeel van de Franse republiek. In 1814 werd het voormalige territorium van de Vroenhof - met uitzondering van het binnen de stadsmuren van Maastricht gelegen gebied - een zelfstandige gemeente binnen het Verenigd Koninkrijk der Nederlanden. Bij de splitsing van België en Nederland in 1839 werd ook deze gemeente gesplitst. Het Belgisch-Limburgse deel kreeg de naam Vroenhoven; het Nederlands-Limburgse deel ging verder als Oud-Vroenhoven. Deze laatste gemeente werd in 1920 bij de gemeente Maastricht gevoegd.

## Territorium

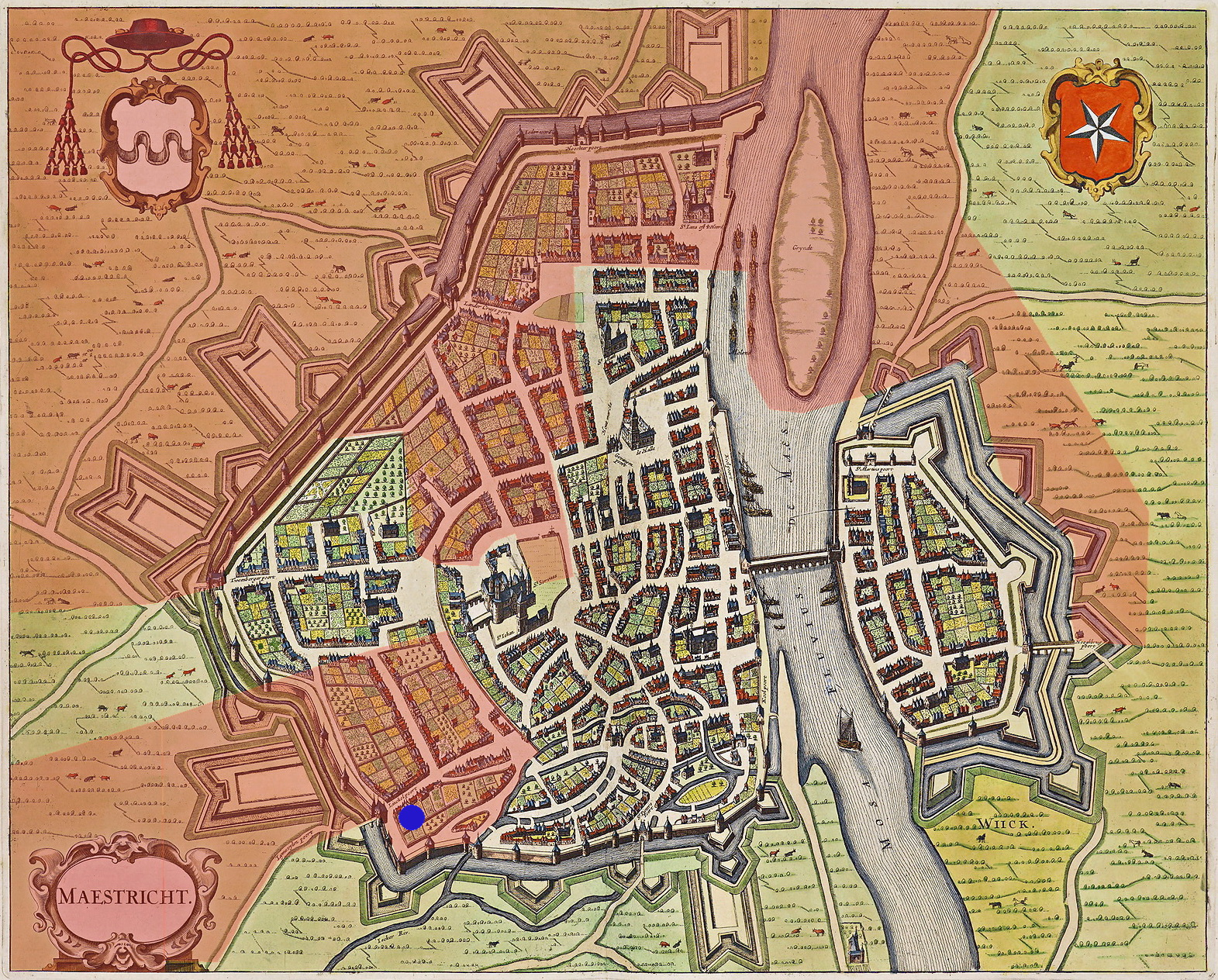
Kaart uit 1698 met in rood het vermoedelijke gebied van de Vroenhof binnen de stadsmuren. De blauwe stip markeert de locatie van de Hof van Lenculen

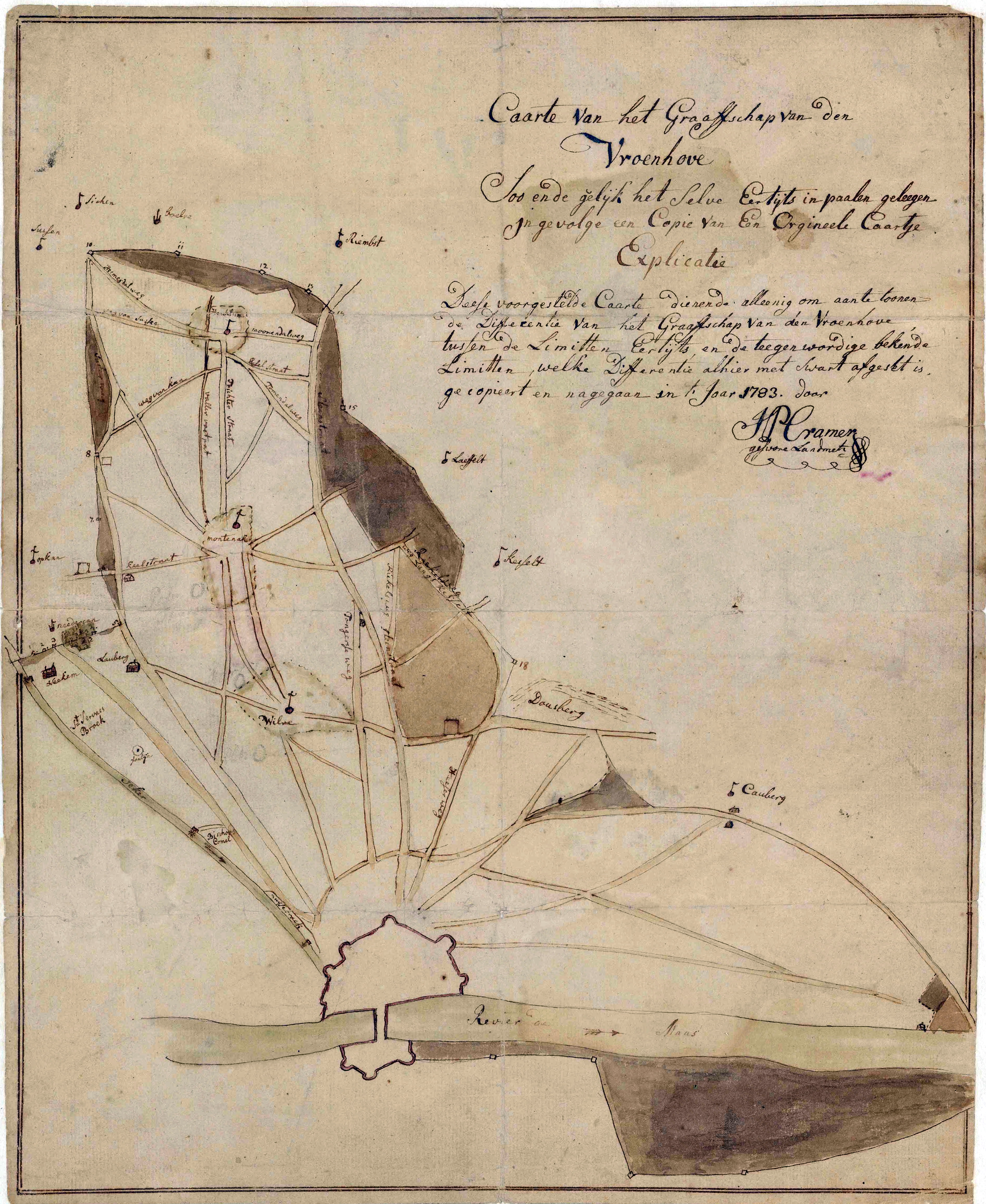
Landmeterskaart uit 1783 met het 'buitengebied' van de Vroenhof

De omvang van de koninklijke fiscus is in 1962 door de historicus en rijksarchivaris Herman Hardenberg vastgesteld. Binnen de stad Maastricht strekte het gebied van de Vroenhof zich uit tussen de eerste en tweede omwalling. De binnenstad van Maastricht (grofweg het gebied binnen de ommuring van 1229), het stadsdeel Wyck en grote delen van het Boschstraatkwartier en het Jekerkwartier waren tweeherig en behoorden dus niet tot het graafschap. Het zuidelijk deel van het Jekerkwartier behoorde bij het Luikse Sint Pieter. Wel tot de Vroenhof behoorden vrijwel het gehele Statenkwartier en het Kommelkwartier, met uitzondering van het kleine gebied Tweebergen rondom de Brusselsestraat, een van de Elf banken van Sint-Servaas.
De grenzen van het buitengebied van de Vroenhof zijn minder duidelijk. Het gebied strekte zich waarschijnlijk uit vanaf het huidige Smeermaas in het noorden tot aan Kanne en de Jeker in het zuidwesten. Ook het Sint-Antoniuseiland en een smalle strook op de rechter Maasoever behoorde tot de Vroenhof. Het was een dunbevolkt gebied met een vijftal kernen: Heukelom, Montenaken (het huidige Vroenhoven), Wolder, Biesland en Oud-Caberg, alle gelegen in de latere gemeente Oud-Vroenhoven. Het voornaamste dorp was Wolder (of Wilre). De naam van dit dorp is afgeleid van het Latijnse villa, duidend op de functie van het gebied als agrarisch productiebedrijf voor de Vroenhof. Grote hoeven in deze voormalige gemeente, zoals Hoeve Nekum (genoemd in 1304), de Apostelhoeve, hoeve Panhuis, hoeve Hazendans, de Reijndershof, de Tisiushoeve en het Leen van Pietersheim, vinden wellicht hun oorsprong in vroegmiddeleeuwse ontginningen, ontstaan vanuit de koninklijke Vroenhof.
De status van de zogenaamde Redemptiedorpen is onduidelijk. Wellicht behoorden ook zij oorspronkelijk tot de Vroenhof, aangezien ze door de elkaar bestrijdende Rooms-Duitse troonpretendenten in 1202/1204 als koninklijk bezit aan de Brabantse hertog werden geschonken, samen met de Vroenhof. Hun voormalige band met het Heilige Roomse Rijk was voor de Spaanse koningen reden om er het gezag van de Staten-Generaal niet te erkennen.

## Rechtspraak
In het stedelijk gebied van de Vroenhof gold het stedelijk recht. De rechten van de hertog van Brabant, later de Staten-Generaal, betroffen slechts de soevereiniteit. Zowel met betrekking tot burgerlijke als strafrechtelijke zaken waren de bewoners van de Vroenhof binnen de stadsmuren van Maastricht onderworpen aan het oordeel van het stadsbestuur. Voor bewoners buiten de stadsmuren gold het Brabants recht. Volgens oude bronnen stond de galg van de Vroenhof omstreeks 1200 op de Dousberg, nabij de huidige hoeve Hazendans. Hoewel artikel 3 van de Vrede van Münster stipuleerde dat de stad Maastricht met de Vroenhof integraal werden opgenomen in de Republiek, met alle daaraan verbonden rechten en verplichtingen, valt uit latere ontwikkelingen op te maken dat het gebied van de Vroenhof buiten de stad de rechtspositie had van een generaliteitsland.

## Belastingheffing
De Vroenhof fungeerde primair als de centrale hof van de koninklijke fiscus in Maastricht. In de woelige periode aan het begin van de 17e eeuw bedroeg de jaarlijkse belastingopbrengst 4772 gulden. De uitgaven bedroegen toen 5870 gulden. Eind 18e eeuw, kort voor de opheffing van het graafschap, waren de inkomsten gedaald tot 4300 gulden per jaar.

## Erfgoed

Wapen van Oud-Vroenhoven

Aan het bestaan van de Vroenhof herinneren diverse topografische namen: Vroenhoven, Oud-Vroenhoven, Scholengemeenschap Oud-Vroenhoeven, Vroendaal(?), Vroenhovenweg en Lenculenstraat. Van de materiële bezittingen van de Vroenhof is vrijwel niets meer over. De Hof van Lenculen aan de Tongersestraat werd in 1579 verwoest. Later stond hier de adellijke residentie van de uit Leut afkomstige familie Vilain XIIII, waar zich in 1852 de jezuïeten vestigden. Het in de jaren 1930 grotendeels herbouwde jezuïetenklooster (Canisianum) biedt sinds 1974 onderdak aan de Universiteit Maastricht.
In 1974 werd in de tuin van het voormalige Reparatricenklooster in de Kapoenstraat een als putdeksel dienstdoende gedenksteen uit de 16e eeuw ontdekt, die verwijst naar de Poort van Gaveren als zetel van de keizerlijke en Brabantse rechtspraak in het gebied van de Vroenhof. Op de steen zijn het wapen met de tweekoppige adelaar van keizer Karel V en dat van Brabant afgebeeld en staat een Latijnse tekst waaruit valt op te maken dat de rechtbank van de Vroenhof hier gevestigd was.
Het Statenhuis, het door de schepenbank van de Vroenhof na 1579 gebruikte munthuis op de hoek van het Vrijthof en de Statenstraat, werd in 1701 herbouwd als een elegant hôtel particulier met een mansardedak, maar moest na diverse verbouwingen in 1913 wijken voor de bouw van het nieuwe hoofdpostkantoor. De op een tekening van Philippe van Gulpen afgebeelde pilaren naast de toegangshekken zijn bewaard gebleven in het Huis de Torentjes in Sint Pieter.